# Бэр, Роберт
Роберт «Боб» Бэр (англ. Robert "Bob" Baer; встречается также передача фамилии как «Бэер») (род. 1 июля 1952 года) — американский писатель, бывший сотрудник Центрального разведывательного управления США (ЦРУ).

## Юность, карьера и взгляды
Роберт Бэр родился в Лос-Анджелесе и вырос в курортном Аспен, Колорадо, мечтая стать профессиональным лыжником. Ввиду неуспеваемости в 9-м классе (1-й год американской high school) был отправлен в Военную Академию Колвер  (недоступная ссылка с 14-03-2014 [4170 дней] — история, копия), штат Индиана. В 1976 году, закончив престижный Факультет Международных Отношений элитного Джорджтаунского Университета и поступив в Калифорнийский Университет в Бёркли, Бэр решил поступить на службу в Оперативное Управление (Directorate of Operations) ЦРУ. Будучи принятым на службу, Бэр провел год в разведшколе, 4 месяца посвятив изучению военного дела и спецподготовке.
Бэр был командирован в Мадрас и Нью-Дели, Индия; Бейрут, Ливан; Душанбе, Таджикистан; Марокко; Саала аль-Дин на севере Ирака. В середине 1990-х годов Бэр был отправлен в Ирак для подпольной работы по организации оппозиции режиму Саддама Хуссейна, но был вскоре отозван и ФБР начало расследование в отношении него по подозрению в попытках организовать убийство Хуссейна. Находясь в Саала аль-Дин, Бэр безуспешно пытался убедить правительство Билла Клинтона поддержать подготовку переворота в Ираке Ахмадом Чалаби во главе Иракским национальным конгрессом и Патриотическим союзом Курдистана под предводительством Джалала Талабани силами группы офицеров-суннитов  в марте 1995 при помощи ЦРУ. 
В 1997 году Бэр подал в отставку и был награждён медалью «За заслуги в разведке» 11 марта 1998. Выйдя в отставку, Бэр написал книгу «Не видя зла» о своей работе в ЦРУ. Сеймор Хёрш в своей рецензии назвал Бэра «лучшим оперативником на Ближнем Востоке».
Бэр анализирует Ближний Восток с точки зрения оперативного офицера ЦРУ. Его политические взгляды не привержены к строго консервативным или либеральным идеалам. За годы работы в подполье он стал экспертом по вопросам Ближнего Востока, арабского мира и республик бывшего СССР. Он свободно владеет арабским языком. На протяжении многих лет, Бэр пропагандирует необходимость расширения возможностей ЦРУ в агентурной работе и вербовке.
В 2002 году, в своей автобиографии «Не видя зла», на стр. 200, он описывает сцену с Чарлзом (Малыш) МакКии (Charles «Tiny» McKee), где он в шутку предупреждает последнего быть осторожным и «не попадаться террористам». Указано, что эти события произошли за 6 месяцев до авиакатастрофы над Локерби. Тем не менее, эта часть книги вышла под заголовком «12. Август 1988, Бейрут, Ливан.» — всего 4 месяца до Локерби и почти 2 месяца после инцидента с иранским Аэробусом, рейс IR655.
В 2004 году, в интервью с репортером из политического журнала New Statesman (Великобритания), на вопрос о методах «работы» с подследственными террористами, практикуемыми ЦРУ, Бэр сказал: «Если нужен допрос с пристрастием (пытки), отправляйте в Сирию. Если человек должен исчезнуть навсегда — посылайте в Египет.» В 2008 году в интервью с Гидеоном Леви, Бэр назвал себя «бывшим главным взрывником ЦРУ».

## Сомнения в официальной версии терактов 2001 года
В интервью с Томом Хартмэном 9 июня 2006 года Бэру был задан вопрос о его мнении по поводу «участия государственных органов США в организации и исполнении терактов 9/11». Он ответил, что «это входит в диапазон возможного, улики указывают на это». Позже он добавил: «Хочу официально заявить — я не считаю, что World Trade Center был уничтожен нашей собственной взрывчаткой, также как я не думаю, что ракета, а не пассажирский самолет, поразила здание Пентагона. На протяжении моей карьеры в ЦРУ я занимался организацией заговоров, не был особенно в этом успешен и безусловно не смог бы организовать 9/11. И никто из настоящих профессионалов, с которым мне довелось работать, не смог бы».

## Книги и другие медиапроекты
Книги Бэра Не видя зла и В постели с Дьяволом вошли в основу сценария фильма «Сириана» студии Warner Brothers, завоевавшего приз Оскар за 2005 год. Образ Бэра был взят за основу Боба Барнза, одного из главных героев картины (роль исполнил Джордж Клуни). Клуни был награждён Голден Глоуб и Оскаром за Лучшее Исполнение Второстепенной Роли. Добиваясь схожести с прототипом своей роли, Клуни набрал вес. Бэр, узнав об этом, решил вернуться в спортивную форму.
С 2006 года Бэр тесно сотрудничает с режиссёром Kevin Toolis и студией Many Rivers Films 4-го канала Англии над созданием авторитетного документального сериала Культ Взрывника-Смертника, повествующего об истоках этой формы терактов. Первая часть сериала была выставлена на конкурс Emmy в 2006 году. В 2008 году Бэр выпустил фильм «Автобомба».
Интервью Роберта Гринвалда с Бэром было включено в документальный фильм «Откровенно: Война с Ираком». Он также принял участие в документальном проекте «Возвращение к Локерби» датского режиссёра Гидеона Леви, вышедшего в 2009 году.

## Иран
В июне 2009 года Бэр прокомментировал оспоренные выборы Махмуда Ахмадинеджада президентом Ирана и протесты по этому поводу: «На протяжении слишком долгого времени, западные СМИ смотрели на Иран через узкую призму иранского либерального среднего класса — интеллигенции, пристрастной к интернету и американской музыке, готово идущей на контакт с западной прессой — это люди со средствами, которым доступны билеты в Париж или Лос Анджелес. „Читая Лолиту в Тегеране“ — это чудесная книга, но отражает ли она реальный Иран?»

## Книги
- See No Evil: The True Story of a Ground Soldier in the CIA’s War on Terrorism, Crown Publishing Group, January 2002, ISBN 0-609-60987-4.
- Sleeping With the Devil: How Washington Sold Our Soul for Saudi Crude, Crown Publishing Group, July 2003, ISBN 1-4000-5021-9.
- Blow the House Down: A Novel, Crown Publishing Group, 2006, ISBN 1-4000-9835-1.
- The Devil We Know: Dealing with the New Iranian Superpower, Crown Publishing Group, September 2008 ISBN 0307408647

## Фильмы
- IMDB entry for Robert Baer listing films and TV interviews
- The Cult of the Suicide Bomber
- Cult of the Suicide Bomber II
- Cult of the Suicide Bomber III
- Car Bomb
- Сириана

## Статьи
- «See No Evil by Robert Baer», The Guardian Unlimited, January 12, 2002.
- Interview with Frontline, March 22, 2002.
- Interview with Buzzflash.com, September 12, 2003.
- Interview with Chud.com, November 20, 2005.
- Interview with GreenCine.com June 20, 2006
- Interview with MotherJones.com, July 5, 2006
- «The Fall of the House of Saud» by Robert Baer, The Atlantic, May 2003
- «A Coming Hamas-Israel War?» by Robert Baer Архивная копия от 14 апреля 2012 на Wayback Machine, Time, February 5, 2008
- «Justice Served: Killing Mugniyah» by Robert Baer Архивная копия от 14 апреля 2012 на Wayback Machine, Time, February 13, 2008.
- Spotlight Mystery Flights Link TV
- Interview with Terry Gross — Fresh Air, October 2, 2008.
- «The CIA Has Secrets. Hello?» by Robert Baer Архивная копия от 28 января 2012 на Wayback Machine, Time, July 27, 2009.